# ENEOS野球部
ENEOS野球部（エネオスやきゅうぶ）は、神奈川県横浜市に本拠地を置き、日本野球連盟に加盟する社会人野球の企業チームである。運営母体は、ENEOSホールディングス。
獲得した全国タイトルは、全国の社会人野球チームで最多の計17回（全日本アマチュア王座決定戦1回・都市対抗野球12回・日本選手権2回・日本産業対抗2回）である。そのうち、都市対抗野球大会の優勝12回も歴代最多で、出場回数も3位の記録である。プロ野球選手や日本代表選手を多数輩出している。

## 概要
1950年、横浜金港クラブのエースであった日本石油社員の吉村英次郎が尽力し『日本石油硬式野球部』として創部。一時期、提携先であった「カルテックス（CALTEX）」をユニフォームにロゴとして使用し、「日石カルテックス」と呼ばれた時期もあるが、同一チームである。
同じく神奈川県に本拠地を置く、川崎市の日本鋼管、三菱自動車川崎、東芝、横須賀市の日産自動車、藤沢市のいすゞ自動車らとしのぎを削りながら実力を伸ばし、早々と全国大会の常連となっていった。
1951年の都市対抗野球で初出場を果たし、4度目の出場となった1956年の都市対抗野球で初優勝を達成した。1961年の都市対抗野球と1962年の都市対抗野球では、大会史上5チーム目となる2連覇を達成している。
1981年の日本選手権で初出場を果たし、7度目の出場となった1991年の日本選手権で林裕幸監督のもと初優勝を達成した。
1999年、母体の日本石油と三菱石油が合併し日石三菱が発足。これに伴いチーム名を『日石三菱硬式野球部』に改称した。
2002年6月、日石三菱が社名変更で新日本石油となったため、シーズン途中にチーム名を『新日本石油硬式野球部』に改称した。
2005年、サービスステーションのブランド名を冠してチーム名を『新日本石油ENEOS硬式野球部』に改称した。
2010年4月、新日本石油と新日鉱ホールディングスとの経営統合により共同持株会社のJXホールディングスが発足し傘下に入る。さらに、同年7月にはグループ内の再編により新日本石油が新日本石油精製とジャパンエナジーの吸収合併しJX日鉱日石エネルギーに社名変更した。これに伴い、同チーム名も7月1日より『JX-ENEOS野球部』に改称した。同時にジャパンエナジー（旧共同石油）女子バスケットボール部もJXサンフラワーズ（現・ENEOSサンフラワーズ）に改称している。
2012年、同年の都市対抗野球と日本選手権を制し、史上2チーム目となる同一年2大大会制覇を達成した。また、チームとして社会人ベストナイン特別賞を受賞した。
2013年、都市対抗野球で優勝して51年ぶりの連覇となり、さらに史上初となる同一チームによる複数回の連覇を達成して「絶対王者」とも称されるようになったが、2016年以降は4年連続都市対抗野球で予選敗退に終わるなど、低迷状態に陥った。
その後、JX日鉱日石エネルギーは2016年1月1日にJXエネルギーに、さらに2017年4月1日にはJXTGエネルギーへと社名変更したが、この時はJX-ENEOS野球部の名称変更はJX-ENEOSサンフラワーズともども行われなかった。
2020年6月25日、JXTGホールディングスがENEOSホールディングスに、JXTGエネルギーがENEOSに社名変更した際に、名称を『ENEOS野球部』に改称した（女子バスケットボール部も同様にENEOSサンフラワーズに名称を変更している）。この年、監督に大久保秀昭が再就任すると、5年ぶりに都市対抗出場を果たした。さらに1回戦の東邦ガス戦に勝利し、大会通算100勝を達成した。
2022年、都市対抗野球で東京ガスの連覇を止め、9年ぶりに優勝を飾った。
親会社がスポンサーとなっている関係から、野球日本代表チームとは練習試合相手となるなど密接なつながりがある。チーム応援歌「力と希望」は作詞：行武雅之、補作詞：サトウハチロー、作曲:古関裕而によって作られた。

## 設立・沿革
- 1950年 - 『日本石油』として創部。
- 1951年 - 都市対抗野球に初出場（8強）。
- 1956年 - 都市対抗野球で初優勝。
- 1958年 - 都市対抗野球で2度目の優勝。
- 1961年 - 都市対抗野球で3度目の優勝。
- 1962年 - 都市対抗野球で4度目の優勝。※史上5チーム目となる連覇を達成。
- 1965年 - 日本産業対抗野球大会で初優勝。
- 1967年 - 都市対抗野球で5度目の優勝。
- 1972年 - 日本産業対抗野球大会で2回目の優勝。
- 1981年 - 日本選手権に初出場（1回戦敗退）。
- 1986年 - 都市対抗野球で6度目の優勝。
- 1991年 - 日本選手権で初優勝。
- 1993年 - 都市対抗野球で7度目の優勝。
- 1995年 - 都市対抗野球で8度目の優勝。
- 1999年 - チーム名を『日石三菱』に改称。
- 2002年 - チーム名を『新日本石油』に改称。
- 2005年 - チーム名を『新日本石油ENEOS』に改称。
- 2008年 - 都市対抗野球で9度目の優勝。
- 2010年 - チーム名を『JX-ENEOS』に改称。
- 2012年 - 都市対抗野球で10度目の優勝。日本選手権で2度目の優勝。史上2チーム目となる同一年2大大会制覇を達成し、チームとして社会人ベストナイン特別賞を受賞。
- 2013年 - 都市対抗野球で11度目の優勝。チーム名の遍歴こそあるが、史上初となる同一チームによる複数回連覇を達成。
- 2020年 - チーム名を『ENEOS』に改称。
- 2022年 - 都市対抗野球で12度目の優勝。

## 練習場
- ENEOSとどろきグラウンド
神奈川県川崎市中原区等々力18-1

## 主要大会の出場歴・最高成績
- 全日本アマチュア野球王座決定戦：出場1回、優勝1回（1991年）
- 都市対抗野球大会：出場54回、優勝12回（1956、1958、1961、1962、1967、1986、1993、1995、2008、2012、2013、2022年）
- 社会人野球日本選手権大会：出場27回、優勝2回（1991、2012年）
- 日本産業対抗野球大会：優勝2回（1965、1972年）
- JABA北海道大会：優勝2回（1993、2019年）
- JABA東北大会：優勝3回（2010、2013、2015年）
- JABA東京スポニチ大会：優勝11回（1961、1962、1966、1982、1988、1991、1994、1995、2008、2009、2011年）
- JABA静岡大会：優勝1回（1956年）
- JABA長野県知事旗争奪野球大会：優勝2回（2007、2021年）
- JABAベーブルース杯争奪大会：優勝3回（1955、1956、1964年）
- JABA京都大会：優勝3回（1964、1966、1968年）
- JABA岡山大会：優勝8回（1966、1967、1968、1992、1995、1996、1997、2009年）
- JABA四国大会：優勝2回（2012、2023年）
- JABA九州大会：優勝2回（2003、2022年）
- JABA徳山(スポニチ)大会：優勝1回（1980年）
- JABA新潟大会：優勝1回（1956年）
- JABA高山市長旗・飛騨市長杯争奪高山大会：優勝1回（2009年）

## 主な出身プロ野球選手
日本石油
- 花井悠（投手） - 1957年に西鉄ライオンズに入団
- 藤田元司（投手） - 1957年に読売ジャイアンツに入団
- 牧野宏（投手） - 1961年に阪急ブレーブスに入団
- 佐々木吉郎（投手） - 1962年に大洋ホエールズに入団
- 平松政次（投手） - 1966年第2次ドラフト2位で大洋ホエールズに入団
- 植原修平（外野手） - 1970年ドラフト7位でヤクルトアトムズに入団
- 奥江英幸（投手） - 1971年ドラフト2位で大洋ホエールズに入団
- 河村健一郎（捕手） - 1971年ドラフト外で阪急ブレーブスに入団
- 五月女豊（投手） - 1972年ドラフト1位で阪神タイガースに入団
- 片貝義明（捕手） - 1972年ドラフト2位で中日ドラゴンズに入団
- 根本隆（投手） - 1974年ドラフト1位で大洋ホエールズに入団
- 町田公雄（内野手） - 1974年ドラフト5位で阪神タイガースに入団
- 土居正史（投手） - 1976年ドラフト2位で広島東洋カープに入団
- 荒井幸雄（外野手） - 1985年ドラフト2位でヤクルトスワローズに入団
- 高橋一彦（投手） - 1985年ドラフト2位で横浜大洋ホエールズに入団
- 若井基安（内野手） - 1987年ドラフト2位で南海ホークスに入団
- 鈴木慶裕（外野手） - 1988年ドラフト2位で日本ハムファイターズに入団
- 石田文樹（投手） - 1988年ドラフト5位で横浜大洋ホエールズに入団
- 金沢健一（投手） - 1989年ドラフト2位で福岡ダイエーホークスに入団
- 秋村謙宏（投手） - 1989年ドラフト外で広島東洋カープに入団
- 五十嵐章人（外野手） - 1990年ドラフト3位でロッテオリオンズに入団
- 久慈照嘉（内野手） - 1991年ドラフト2位で阪神タイガースに入団
- 小桧山雅仁（投手） - 1992年ドラフト1位で横浜ベイスターズに入団
- 鈴木健（投手） - 1992年ドラフト3位で広島東洋カープに入団
- 川村丈夫（投手） - 1996年ドラフト1位で横浜ベイスターズに入団
- 小野仁（投手） - 1996年ドラフト2位で読売ジャイアンツに入団
- 高橋憲幸（投手） - 1996年ドラフト5位で日本ハムファイターズに入団
- 大久保秀昭（捕手） - 1996年ドラフト6位で近鉄バファローズに入団

新日本石油
- 手嶌智（投手） - 2004年ドラフト自由獲得枠で千葉ロッテマリーンズに入団

新日本石油ENEOS
- 栂野雅史（投手） - 2005年大学生・社会人ドラフト3位で読売ジャイアンツに入団
- 岩﨑達郎（内野手） - 2006年大学生・社会人ドラフト5位で中日ドラゴンズに入団
- 柳川洋平（投手） - 退団後、西多摩倶楽部、BCリーグの福井ミラクルエレファンツを経て、2008年育成選手ドラフト3位で福岡ソフトバンクホークスに入団
- 田澤純一（投手） - 2008年にアマチュア・フリーエージェントでボストン・レッドソックスと契約

JX-ENEOS
- 嘉弥真新也（投手） - 2011年ドラフト5位で福岡ソフトバンクホークスに入団
- 屋宜照悟（投手） - 2012年ドラフト6位で北海道日本ハムファイターズに入団
- 三上朋也（投手） - 2013年ドラフト4位で横浜DeNAベイスターズに入団
- 石川駿（内野手） - 2014年ドラフト4位で中日ドラゴンズに入団
- 井領雅貴（外野手） - 2014年ドラフト6位で中日ドラゴンズに入団
- 糸原健斗（内野手） - 2016年ドラフト5位で阪神タイガースに入団
- 高梨雄平（投手） - 2016年ドラフト9位で東北楽天ゴールデンイーグルスに入団
- 齋藤俊介（投手） - 2017年ドラフト4位で横浜DeNAベイスターズに入団
- 塩見泰隆（外野手） - 2017年ドラフト4位で東京ヤクルトスワローズに入団
- 若林晃弘（内野手） - 2017年ドラフト6位で読売ジャイアンツに入団
- 左澤優（投手） - 2018年ドラフト6位でオリックス・バファローズに入団
- 鈴木健矢（投手） - 2019年ドラフト4位で北海道日本ハムファイターズに入団
- 藤井聖（投手） - 2020年ドラフト3位で東北楽天ゴールデンイーグルスに入団

ENEOS
- 度会隆輝（外野手） - 2023年ドラフト1位で横浜DeNAベイスターズに入団
- 糸川亮太（投手） - 2023年ドラフト7位で埼玉西武ライオンズに入団
- 東山玲士（投手） - 2024年ドラフト5位でオリックス・バファローズに指名

## 元プロ野球選手の競技者登録
- 青山誠（元：読売ジャイアンツ） - 外野手（2019年）→退団
- 大久保秀昭（元：大阪近鉄バファローズ） - 監督（2006年～2014年、2020年～2024年）、チームディレクター（2024年〜）
- 高橋憲幸（元：北海道日本ハムファイターズ） - コーチ→退団
- 谷口邦幸（元：横浜ベイスターズ） - 投手（2006年～2008年）→退団
- 園部聡（元：オリックス・バファローズ） - 内野手（2019年）→退団
- 東泉東二（元：東急フライヤーズ） - 投手→退団
- 田澤純一（NPB経験なし。アメリカ大リーグ・および日本の独立リーグ他にてプレー経験多数） - 投手（2005-2008年・2022年復帰）

## かつて在籍した主な選手・コーチ・監督
- 池邉啓二（外野手） - 選手として在籍。ミスター社会人と呼ばれた。
- 石山建一（内野手） - 選手として在籍。現役引退後、早稲田大学野球部、プリンスホテル硬式野球部の監督を歴任。
- 大城基志（投手） - 選手として在籍、2023年よりコーチとして在籍中。2012年に史上初となる同一年の都市対抗野球と日本選手権でMVPを獲得。
- 坂口裕之（外野手） - 選手・監督として在籍。バルセロナオリンピック日本代表。現在はNHKの春夏の高校野球中継の解説者。
- 高林孝行（外野手） - 選手として在籍。アトランタオリンピック日本代表。立教新座高野球部監督。
- 徳永耕治（内野手） - 選手として在籍。バルセロナオリンピック日本代表。
- 野島正弘（内野手） - 選手として在籍。アトランタオリンピック日本代表。
- 林裕幸（内野手） - 選手・監督として在籍。1982年社会人ベストナイン。シドニーオリンピック日本代表コーチ。
- 前田健 - コンディショニングコーチとして在籍。退団後、阪神タイガースのトレーニングコーチを2年間務めた。
- 増永祐一（投手） - 選手として在籍。ヤクルトスワローズからの1984年ドラフト4位指名を拒否し入団。
- 宮澤健太郎（内野手） - 選手として在籍。社会人野球において都市対抗野球、日本選手権、JABA東京スポニチ大会の3大大会で首位打者を獲得した唯一の選手。引退後は社業に専念後、ヘッドコーチを務める。2024年12月より同部の監督に就任。
- 若林重喜（内野手） - 選手・コーチ・監督として在籍。バルセロナオリンピック日本代表。

## 野球部長経験者
- 建内保興（日本石油社長、石油連盟会長）
- 一色誠一（JX日鉱日石エネルギー社長）
- 杉森務（ENEOSホールディングス会長、日本経団連副会長）